# Adriano Panatta
Adriano Panatta, italijanski tenisač, * 9. julij 1950, Rim, Italija.
Adriano Panatta je nekdanja številka štiri na moški teniški lestvici in zmagovalec enega posamičnega turnirja za Grand Slam. Največji uspeh kariere je dosegel z zmago na turnirju za Odprto prvenstvo Francije leta 1976, ko je v finalu v štirih nizih premagal Harolda Solomona. V teniško zgodovino se je zapisal tudi kot edini tenisač, ki je premagal šestkratnega zmagovalca Björna Borga na turnirjih za Odprto prvenstvo Francije, kar mu je uspelo dvakrat. Prvič v četrtem krogu leta 1973, drugič pa v četrtfinalu leta 1976, obakrat je zmagal v štirih nizih. Na turnirjih za Odprto prvenstvo Anglije se mu je uspelo najdlje uvrstiti v četrtfinale leta 1979, na turnirjih za Odprto prvenstvo ZDA v četrti krog leta 1978, na turnirjih za Odprto prvenstvo Avstralije pa v prvi krog leta 1969. Najvišjo uvrstitev na moški teniški lestvici je dosegel s četrtim mestom, ki ga je zasedal leta 1976.

## Posamični finali Grand Slamov (1)

### Zmage (1)
| Leto | Turnir                    | Nasprotnik v finalu | Rezultat finala    |
| 1976 | Odprto prvenstvo Francije | Harold Solomon      | 6–1, 6–4, 4–6, 7–6 |